# U.S. Men's Clay Court Championships 2007 - Qualificazioni singolare
Le qualificazioni del singolare  dell'U.S. Men's Clay Court Championships 2007 sono state un torneo di tennis preliminare per accedere alla fase finale della manifestazione. I vincitori dell'ultimo turno sono entrati di diritto nel tabellone principale. In caso di ritiro di uno o più giocatori aventi diritto a questi sono subentrati i lucky loser, ossia i giocatori che hanno perso nell'ultimo turno ma che avevano una classifica più alta rispetto agli altri partecipanti che avevano comunque perso nel turno finale.
Le qualificazioni del torneo U.S. Men's Clay Court Championships  2007 prevedevano 32 partecipanti di cui 4 sono entrati nel tabellone principale.

## Teste di serie
1. Alexander Peya (ultimo turno)
2. Davide Sanguinetti (Qualificato)
3. Juan Pablo Guzmán (secondo turno)
4. Björn Phau (secondo turno)

1. Mariano Zabaleta (Qualificato)
2. Alex Kuznetsov (Qualificato)
3. Benedikt Dorsch (secondo turno)
4. Hugo Armando (primo turno)

## Qualificati
1. Alex Kuznetsov
2. Davide Sanguinetti

1. Dušan Vemić
2. Mariano Zabaleta

## Tabellone

### Legenda
| - Q = Qualificato - WC = Wild card - LL = Lucky loser | - ALT = Alternate - SE = Special Exempt - PR = Protected Ranking | - w/o = Walkover - r = Ritirato - d = Squalificato |

### Sezione 1
|  | Primo turno      | Primo turno      | Primo turno      | Primo turno | Primo turno |  |  | Secondo turno | Secondo turno  | Secondo turno  | Secondo turno  | Secondo turno |   |   | Ultimo turno | Ultimo turno   | Ultimo turno | Ultimo turno | Ultimo turno |  |
|  |                  |                  |                  |             |             |  |  |               |                |                |                |               |   |   |              |                |              |              |              |  |
|  |                  |                  |                  |             |             |  |  |               |                |                |                |               |   |   |              |                |              |              |              |  |
|  |                  |                  |                  |             |             |  |  | 1             | Alexander Peya | 63             | 6              | 6             |   |   |              |                |              |              |              |  |
|  | Scott Lipsky     | Scott Lipsky     | Scott Lipsky     | 6           | 6           |  |  |               | Scott Lipsky   | 7              | 2              | 1             |   |   |              |                |              |              |              |  |
|  | Jeff Salzenstein | Jeff Salzenstein | Jeff Salzenstein | 2           | 2           |  |  |               |                |                |                |               |   |   | 1            | Alexander Peya | 6            | 4            | 4            |  |
|  | Travis Parrott   | Travis Parrott   | Travis Parrott   | 6           | 7           |  |  |               |                | 6              | Alex Kuznetsov | 3             | 6 | 6 |              |                |              |              |              |  |
|  | Kei Nishikori    | Kei Nishikori    | Kei Nishikori    | 3           | 5           |  |  |               | Travis Parrott | Travis Parrott | 5              | 4             |   |   |              |                |              |              |              |  |
|  |                  |                  |                  |             |             |  |  | 6             | Alex Kuznetsov | Alex Kuznetsov | 7              | 6             |   |   |              |                |              |              |              |  |
|  |                  |                  |                  |             |             |  |  |               |                |                |                |               |   |   |              |                |              |              |              |  |

### Sezione 2
|  | Primo turno          | Primo turno          | Primo turno          | Primo turno | Primo turno |  |  | Secondo turno | Secondo turno        | Secondo turno      | Secondo turno        | Secondo turno        |   |   | Ultimo turno | Ultimo turno       | Ultimo turno       | Ultimo turno | Ultimo turno |  |
|  |                      |                      |                      |             |             |  |  |               |                      |                    |                      |                      |   |   |              |                    |                    |              |              |  |
|  |                      |                      |                      |             |             |  |  |               |                      |                    |                      |                      |   |   |              |                    |                    |              |              |  |
|  |                      |                      |                      |             |             |  |  | 2             | Davide Sanguinetti   | Davide Sanguinetti | 6                    | 6                    |   |   |              |                    |                    |              |              |  |
|  | David Martin         | David Martin         | David Martin         | 7           | 6           |  |  |               | David Martin         | David Martin       | 4                    | 2                    |   |   |              |                    |                    |              |              |  |
|  | Frank Moser          | Frank Moser          | Frank Moser          | 65          | 3           |  |  |               |                      |                    |                      |                      |   |   | 2            | Davide Sanguinetti | Davide Sanguinetti | 6            | 6            |  |
|  | Sébastien de Chaunac | Sébastien de Chaunac | Sébastien de Chaunac | 7           | 6           |  |  |               |                      |                    | Sébastien de Chaunac | Sébastien de Chaunac | 3 | 3 |              |                    |                    |              |              |  |
|  | Alex Clayton         | Alex Clayton         | Alex Clayton         | 6(1)        | 4           |  |  |               | Sébastien de Chaunac | 6                  | 64                   | 6                    |   |   |              |                    |                    |              |              |  |
|  | 7                    | Benedikt Dorsch      | Benedikt Dorsch      | 6           | 6           |  |  | 7             | Benedikt Dorsch      | 1                  | 7                    | 4                    |   |   |              |                    |                    |              |              |  |
|  |                      | Diego Hipperdinger   | Diego Hipperdinger   | 3           | 2           |  |  |               |                      |                    |                      |                      |   |   |              |                    |                    |              |              |  |

### Sezione 3
|  | Primo turno      | Primo turno      | Primo turno      | Primo turno | Primo turno |  |  | Secondo turno    | Secondo turno     | Secondo turno     | Secondo turno    | Secondo turno |   |      | Ultimo turno | Ultimo turno | Ultimo turno | Ultimo turno | Ultimo turno |  |
|  |                  |                  |                  |             |             |  |  |                  |                   |                   |                  |               |   |      |              |              |              |              |              |  |
|  |                  |                  |                  |             |             |  |  |                  |                   |                   |                  |               |   |      |              |              |              |              |              |  |
|  |                  |                  |                  |             |             |  |  | 3                | Juan Pablo Guzmán | Juan Pablo Guzmán | 2                | 0r            |   |      |              |              |              |              |              |  |
|  | Dušan Vemić      | Dušan Vemić      | Dušan Vemić      | 6           | 6           |  |  |                  | Dušan Vemić       | Dušan Vemić       | 6                | 1             |   |      |              |              |              |              |              |  |
|  | Theron Cole      | Theron Cole      | Theron Cole      | 1           | 2           |  |  |                  |                   |                   |                  |               |   |      | Dušan Vemić  | Dušan Vemić  | 6            | 4            | 7            |  |
|  | Lars Burgsmüller | Lars Burgsmüller | Lars Burgsmüller | 7           | 6           |  |  |                  |                   | Lars Burgsmüller  | Lars Burgsmüller | 2             | 6 | 6(1) |              |              |              |              |              |  |
|  | Nikita Kryvonos  | Nikita Kryvonos  | Nikita Kryvonos  | 5           | 3           |  |  | Lars Burgsmüller | Lars Burgsmüller  | Lars Burgsmüller  | 7                | 7             |   |      |              |              |              |              |              |  |
|  |                  | Jason Marshall   | Jason Marshall   | 6           | 6           |  |  | Jason Marshall   | Jason Marshall    | Jason Marshall    | 65               | 5             |   |      |              |              |              |              |              |  |
|  | 8                | Hugo Armando     | Hugo Armando     | 4           | 4           |  |  |                  |                   |                   |                  |               |   |      |              |              |              |              |              |  |

### Sezione 4
|  | Primo turno         | Primo turno         | Primo turno | Primo turno | Primo turno |  |  | Secondo turno | Secondo turno    | Secondo turno    | Secondo turno    | Secondo turno    |   |   | Ultimo turno | Ultimo turno | Ultimo turno | Ultimo turno | Ultimo turno |  |
|  |                     |                     |             |             |             |  |  |               |                  |                  |                  |                  |   |   |              |              |              |              |              |  |
|  |                     |                     |             |             |             |  |  |               |                  |                  |                  |                  |   |   |              |              |              |              |              |  |
|  |                     |                     |             |             |             |  |  | 4             | Björn Phau       | Björn Phau       | 5                | 4                |   |   |              |              |              |              |              |  |
|  | Bruno Rosa          | Bruno Rosa          | 7           | 4           | 6           |  |  |               | Bruno Rosa       | Bruno Rosa       | 7                | 6                |   |   |              |              |              |              |              |  |
|  | Evghenii Corduneanu | Evghenii Corduneanu | 6(1)        | 6           | 1           |  |  |               |                  |                  |                  |                  |   |   |              | Bruno Rosa   | Bruno Rosa   | 0            | 4            |  |
|  | Lars Pörschke       | Lars Pörschke       | 6           | 2           | 6           |  |  |               |                  | 5                | Mariano Zabaleta | Mariano Zabaleta | 6 | 6 |              |              |              |              |              |  |
|  | Fritz Wolmarans     | Fritz Wolmarans     | 4           | 6           | 4           |  |  |               | Lars Pörschke    | Lars Pörschke    | 5                | 3                |   |   |              |              |              |              |              |  |
|  |                     |                     |             |             |             |  |  | 5             | Mariano Zabaleta | Mariano Zabaleta | 7                | 6                |   |   |              |              |              |              |              |  |
|  |                     |                     |             |             |             |  |  |               |                  |                  |                  |                  |   |   |              |              |              |              |              |  |